# Albertaccio de' Ricasoli
Albertaccio de' Ricasoli (... – Firenze, ottobre 1422) è stato un condottiero italiano.
«I romanzieri studiano spesso ad inventare figure strane e feroci per galvanizzare la nostra apatia, e noi per onore della umanità li consideriamo come parti di menti malate; ma disgraziatamente la storia presenta in uomini, come Albertaccio, eroi viventi sì mostruosi da disgradarne i fantastici»

## Biografia

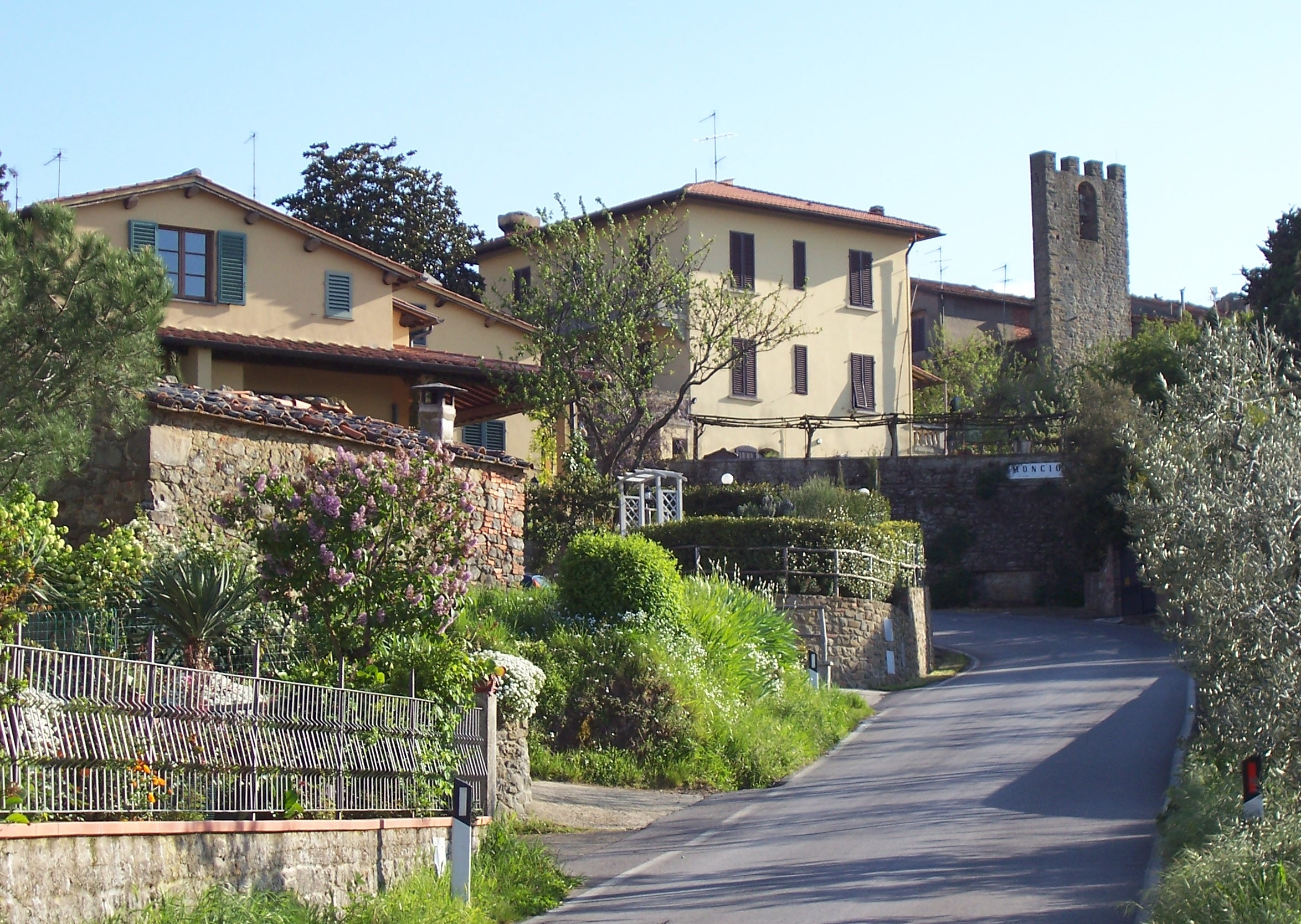
Quel che rimane del Castello di Moncione che gli sgherri di Albertaccio occuparono dopo l'assassinio del conte Guido

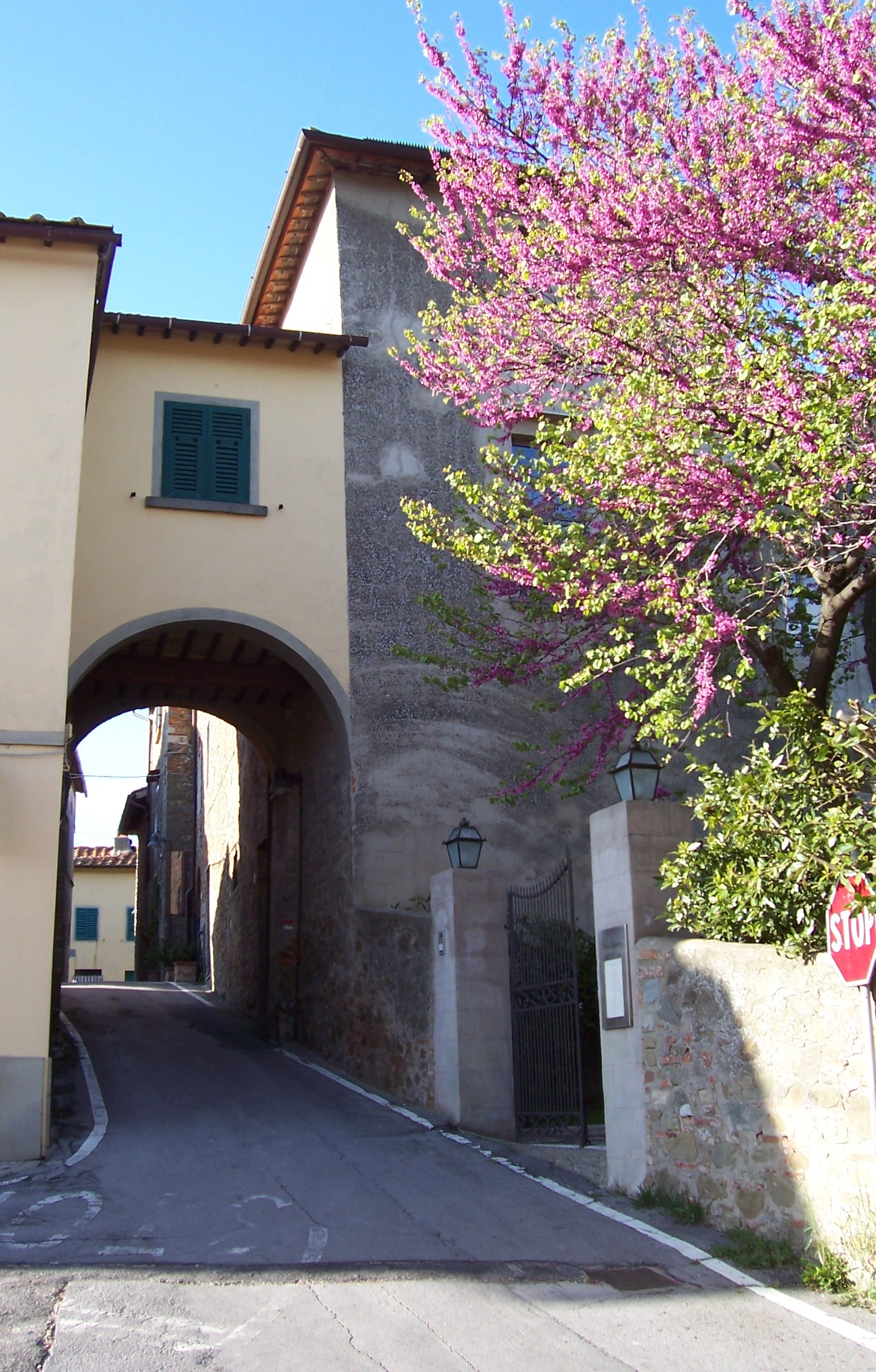
L'antica porta del castello

Membro del consiglio del Comune di Firenze dal 1386 al 1388, nel 1392 fu esonerato dal pagamento delle tasse per i danni che nei suoi possessi del Chianti aveva riportati dagli eserciti di Gian Galeazzo Visconti, danni che comunque non erano stati sufficienti ad impoverirlo perché nel 1395 fu in grado di prestare alla Repubblica seimila fiorini per sostenere la guerra contro il Visconti medesimo "dei quali non si curò d'interesse abbenché si offerisse il cinque per cento"
Proprio nella guerra con i Visconti prese soldo dal Comune di Siena, che si era alleato col fiorentino, sotto le cui bandiere guidò cento soldati a cavallo. Nel 1398 fu eletto capitano di tutta la Maremma Senese  con lo speciale incarico di difenderla e nel 1404 della Scialenga.
"Narrano di esso, che cupido di ricchezze al pari che di sangue, attirando i giovani più ricchi della Toscana nei suoi castelli, li forzava con minaccia di ucciderli a sposare le sue figlie, donne al pari di lui altere ed orgogliose. Guido Guerra de' conti Guidi signore di Moncione, ricercato a torne una, essendo amante riamato di Caterina de' Pitti, fieramente rispose che volea tor donna per ammogliarsi e non per maritarsi, e si affrettò a stringere il nodo desiderato. Albertaccio dichiaratosi offeso per il rifiuto, e più perché avesse sposata la Pitti, lo assali a tradimento, e lo uccise presso Montevarchi nel 1421 [sic], e quindi occupò la sua signoria di Moncione"
I Fiorentini ne mossero lagnanza, impietositi per la morte del conte e della infelice consorte che lo seguì dopo pochi mesi nella tomba, uccisa da prepotente dolore; ma Albertaccio trovò modo di acquietarli cedendo loro Moncioni e la sua signoria di Barbischio.
Odiava già i Pitti per le gravi contestazioni che ebbe con loro nel 1412 a motivo della ricca abbazia di San Pietro a Ruoti in Valdambra che si era proposto di far godere ad un Peruzzi suo parente. Al quale oggetto molestò da prima con depredazioni ed incendi l'abate, che era un amico dei Pitti, al fine d'intimorirlo e di costringerlo a rinunciare; ma poi vedendo che nulla concludeva per via di minacce lo accusò di tener trattato di dare la Valdambra in mano agli Ubertini.
Conosciuta la falsità dell'accusa per opera di Bonaccorso Pitti che lo difese, il prete venne assolto ma Albertaccio non si dette per vinto e lo calunniò di troppo facili costumi presso papa Giovanni XXIII e così gli riuscì di farlo spogliare del benefizio.
Frattanto Lapo Ricasoli nemico personale di Albertaccio, a cui per caso alquanto rassomigliava nel volto, istigato dai Pitti assali' il prete; il quale attribuendo ad Albertaccio tutto il male lo accusò al podestà. Si cominciò subito il processo ma non si osò di imprigionare il delinquente anzi venuta in palese la verità fu assolto e toccò a Lapo di soffrire la prigionia.
La Repubblica temendo di maggiori danni per le inimicizie di due così potenti famiglie s'interessò per pacificare i Ricasoli e i Pitti e l'accordo fu giurato nel palazzo della Signoria il 20 settembre 1422.